# Lispocephala rubricornis
Lispocephala rubricornis är en tvåvingeart som först beskrevs av Zetterstedt 1849.  Lispocephala rubricornis ingår i släktet Lispocephala, och familjen husflugor. Arten är reproducerande i Sverige.